# Chris Sabin
Joshua Harter (Pinckney (Michigan), 4 februari 1982), beter bekend als Chris Sabin, is een Amerikaans professioneel worstelaar die werkzaam is bij Impact Wrestling (voorheen bekend als TNA Wrestling).

## In worstelen
- Afwerking bewegingen
  - Cradle Shock (Cross-legged Samoan driver)
  - Double chickenwing piledriver
  - Future Shock (Fisherman buster)
  - Over Easy

- Kenmerkende bewegingen
  - Diving leg drop
  - Enzuigiri
  - Hesitation Dropkick
  - Hurricanrana
  - Leap of Faith
  - Running crucifix powerbomb
  - Suicide dive
  - Tilt–a–whirl headscissors takedown
  - Spinning sole kick
  - Springboard into either a clothesline

- Managers
  - A. J. Pierzynski
  - Traci
  - Trinity

## Prestaties
- All American Wrestling
  - AAW Tag Team Championship (1 keer met Alex Shelley)

- All Japan Pro Wrestling
  - AJPW Junior League (2007)

- Blue Water Championship Wrestling
  - BWCW Cruiserweight Championship (1 keer)

- Border City Wrestling
  - BCW Can-Am Television Championship (2 keer)
  - Pro Wrestler of the Year (2007)

- Full Impact Wrestling
  - FIW American Heavyweight Championship (1 keer)

- Great Lakes All-Pro Wrestling
  - GLAPW Junior Heavyweight Championship (1 keer)

- International Wrestling Cartel
  - IWC Super Indy Championship (1 keer)
  - IWC Super Indy Tournament winner (2004)

- Maryland Championship Wrestling
  - MCW Cruiserweight Championship (3 keer)

- Maximum Pro Wrestling
  - MXPW Cruiserweight Championship (2 keer)
  - MXPW Television Championship (1 keer)

- Michigan Wrestling League
  - MWL Light Heavyweight Championship (1 keer)

- New Japan Pro Wrestling
  - IWGP Junior Heavyweight Tag Team Championship (1 keer met Alex Shelley)

- NWA Florida
  - Jeff Peterson Memorial Cup (2005)

- NWA Great Lakes
  - NWA Great Lakes Heavyweight Championship (1 keer)
  - NWA Great Lakes Junior Heavyweight Championship (1 keer)

- Ontario Championship Wrestling
  - Tag Team Championship (1 keer)

- Pro Wrestling Illustrated
  - PWI Tag Team of the Year (2010) met Alex Shelley

- Pro Wrestling Zero
  - NWA International Lightweight Tag Team Championship (1 keer met Alex Shelley)

- Total Nonstop Action Wrestling (nu bekend als Impact Wrestling) 
  - TNA World Heavyweight Championship (1 keer)
  - TNA X Division Championship (7 keer)
  - TNA World Tag Team Championship (2 keer) – met Alex Shelley
  - Super X Cup (2003)
  - World X Cup (2004) – met Jerry Lynn, Elix Skipper en Christopher Daniels
  - World X Cup (2006) – met Jay Lethal, Alex Shelley en Sonjay Dutt

- World Wrestling All-Stars
  - WWA International Cruiserweight Championship (1 keer)

- Wrestling Observer Newsletter awards
  - Rookie of the Year (2003)

- Xtreme Intense Championship Wrestling
  - XICW Tag Team Championship (1 keer met Truth Martini)